# Contributo islamico all'Europa medievale

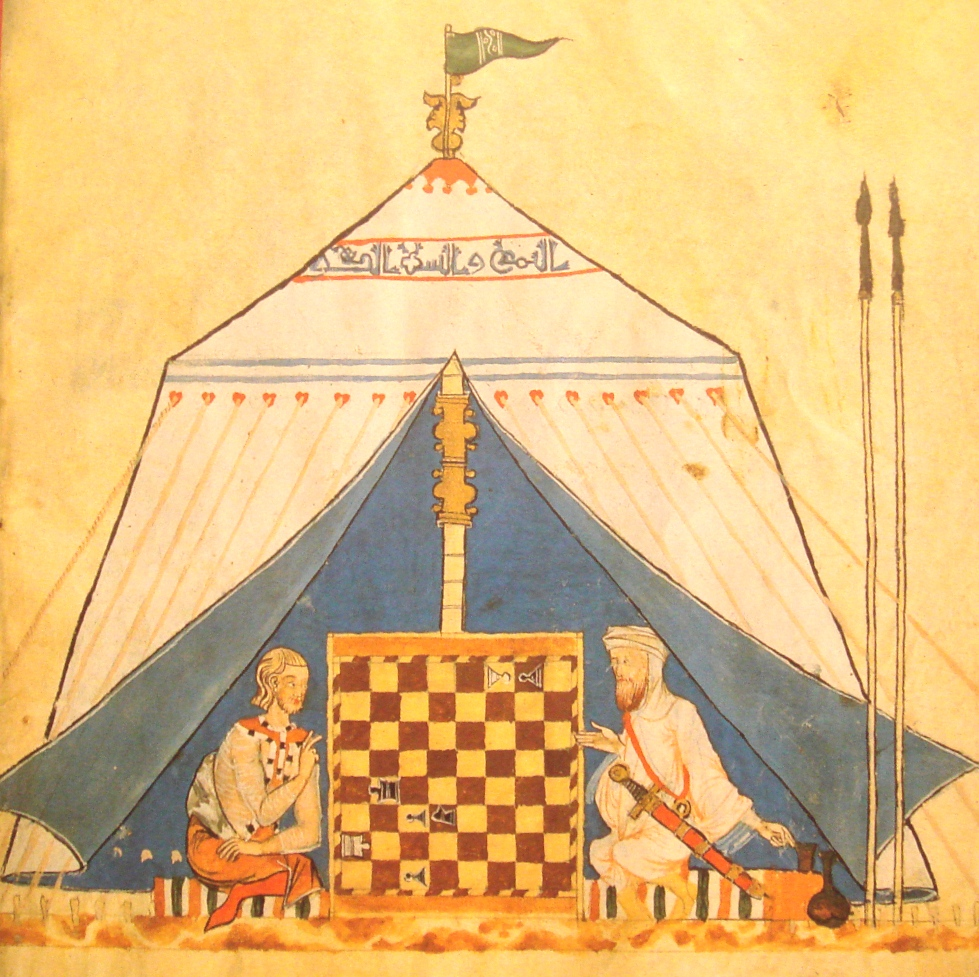
Miniatura raffigurante cristiani e musulmani che giocano a scacchi in al-Andalus (Spagna islamica), dal libro dei giochi di Alfonso X di Castiglia, 1285. Il gioco degli scacchi ha origini indiane, ma è stato introdotto in Europa dagli Arabi.

Il contributo islamico all'Europa medievale interessò settori diversi come l'arte, l'architettura, la medicina, l'agricoltura, la musica, il linguaggio e la tecnologia. Dall'XI al XIII secolo l'Europa assorbì le conoscenze della cultura islamica. Di particolare importanza per l'Europa furono le traduzioni attuate dagli Arabi e dai Persiani di antichi testi classici greci, tra cui le opere del filosofo Aristotele.

## Percorso di trasmissione

La Tabula Rogeriana, disegnata da al-Idrisi per conto di Ruggero II di Sicilia nel 1154, considerata una delle più avanzate mappe del mondo antico.

L'Europa e il mondo islamico ebbero molti punti di contatto nel Medioevo. I principali punti di divulgazione del sapere islamico all'Europa erano la Sicilia e la Spagna, in particolar modo la città di Toledo (con Gerardo da Cremona, 1114-1187, a seguito della conquista della città da parte dei cristiani Castigliani nel 1085). In Sicilia, a seguito della conquista islamica dell'isola nel 965 e la sua riconquista da parte dei Normanni nel 1091, si sviluppò un'avanzata cultura arabo-normanna, esemplificata da governanti come il re Ruggero II, che aveva poeti, scienziati e soldati islamici al suo servizio. Il magrebino Muhammad al-Idrisi scrisse "La delizia di chi desidera attraversare la terra" (in arabo نزهة المشتاق في اختراق الآفاق‎?, Nuzhat al-mushtāq fī ikhtirāq al-āfāq) o Tabula Rogeriana, uno dei più grandi trattati geografici del Medioevo, per conto di Ruggero II.
Le crociate intensificarono gli scambi commerciali tra l'Europa e il Vicino Oriente, le repubbliche marinare italiane assunsero un ruolo importante in questi scambi. In Oriente, in città come Antiochia, la cultura araba, quella greca e quella latina si mescolarono intensamente.
Nel corso dei secoli XI e XII, molti studiosi cristiani viaggiarono per le terre musulmane per apprendere le scienze locali. Classici esempi sono Leonardo Fibonacci (1170-1250), Adelardo di Bath (1080-1152) e Costantino l'Africano (1017-1087). Dall'XI al XIV secolo, numerosi europei studiarono nei centri di istruzione superiore del mondo islamico per studiare la medicina, la filosofia, la matematica, la cosmografia e altre scienze.

Una caratteristica del mondo islamico medievale è la forte presenza di commercianti terrestri e marini, unita alla sostanziale carenza di nave tonde e a vela quadra atte a solcare gli oceani, malgrado il fatto che fin dall'età preislamica esistessero imbarcazioni, noto come dough, che veleggiavano dall'Oman alla volta dell'India e dello Sri Lanka, sfruttando il regime dei venti monsonici stagionali.
Nonostante gli intensi scambi commerciali, le strutture sociali dei popoli di lingua araba, persiana e turca rimasero fondamentalmente distinte da quelle del Medioevo europeo, per l'assenza del feudalesimo e per la mancata nascita di una borghesia imprenditoriale, mercantile e capitalista.
 
Nel caso islamico, califfato, emirati o sultanati non perdono mai del tutto il controllo del loro territorio, prevenendo fenomeni feudali. Inoltre, fino alla disgregazione califfale del XII e del XIII secolo il fenomeno della precarietà dei trasporti e della sicurezza personale e dei commerci, che in Occidente invece aveva portato al fenomeno dell'incastellamento e alla nascita di organizzazioni paramilitari armate in grado di taccheggiare gli abitanti delle città e delle campagne.
In questo diverso corso storico, influirono il senso di appartenenza all'ecumene islamica, più radicato fra i fedeli musulmani che nelle varie comunità cristiane nazionali dell'Occidente europeo, i principi della finanza islamica, in particolare il divieto del prestito ad interesse composto, e la diffusione dei waqf come strumento assistenziale, ma anche come elemento di tenuta della coesione sociale e dell'ordine pubblico nel mondo islamico.

In questo, modo non si ripeté la nascita delle classi sociali emerse nella Penisola italica e nelle Fiandre, presto imitate dai futuri Paesi Bassi, dall'Inghilterra e dalla costellazione istituzionale germanica.

## Conoscenze classiche

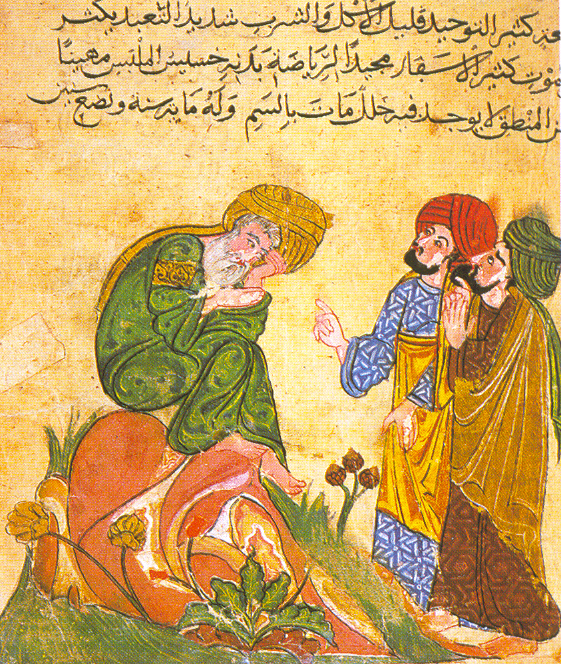
Manoscritto arabo raffigurante Socrate ("Suqrāṭ") mentre discute con i suoi allievi, XIII secolo.

Dopo la caduta dell'Impero romano d'Occidente e il generale impoverimento della società e la diminuzione degli scambi, in Occidente si mantenne, seppure tra le difficoltà, la tradizione classica latina, ma risultò più problematica la conoscenza dei testi classici greci, reperibili soprattutto nella parte orientale dell'Impero Romano e in Costantinopoli, in cui la lingua e la cultura greca non avevano avuto soluzioni di continuità. A partire dal VII, con le invasioni arabe, si ruppe l'unità politica e culturale del Mediterraneo e i contatti fra le due antiche parti dell'Impero Romano diminuirono sensibilmente. Nel Vicino Oriente, già prima della conquista araba, nel VI e nel VII secolo, molti testi greci classici (come quelli di Aristotele) erano stati tradotti dal greco al siriaco da monaci nestoriani, melkiti o giacobiti che vivevano in Palestina, e dagli esuli greci di Atene o di Edessa.
Con la conquista araba, soprattutto in età abbaside, molti testi classici greci di tipo scientifico e filosofico (non letterario o poetico, la cui sopravvivenza è dovuta esclusivamente alla tradizione bizantina) vennero a loro volta tradotti in arabo, particolarmente nella capitale abbaside Baghdad, dove califfi come Hārūn al-Rashīd e al-Maʾmūn fecero costruire una biblioteca apposta per le traduzioni e l'apprendimento delle antiche opere greche, il Bayt al-Ḥikma ("Casa della Sapienza"). In seguito molti testi arabi vennero tradotti in latino durante il Medioevo,. I cristiani orientali svolsero un ruolo importante nella preservazione e traduzione, in particolare modo attraverso la scuola aristotelica di Baghdad nei secoli XI e XII, data la loro conoscenza sia del greco che dell'arabo.

## Scienze arabe

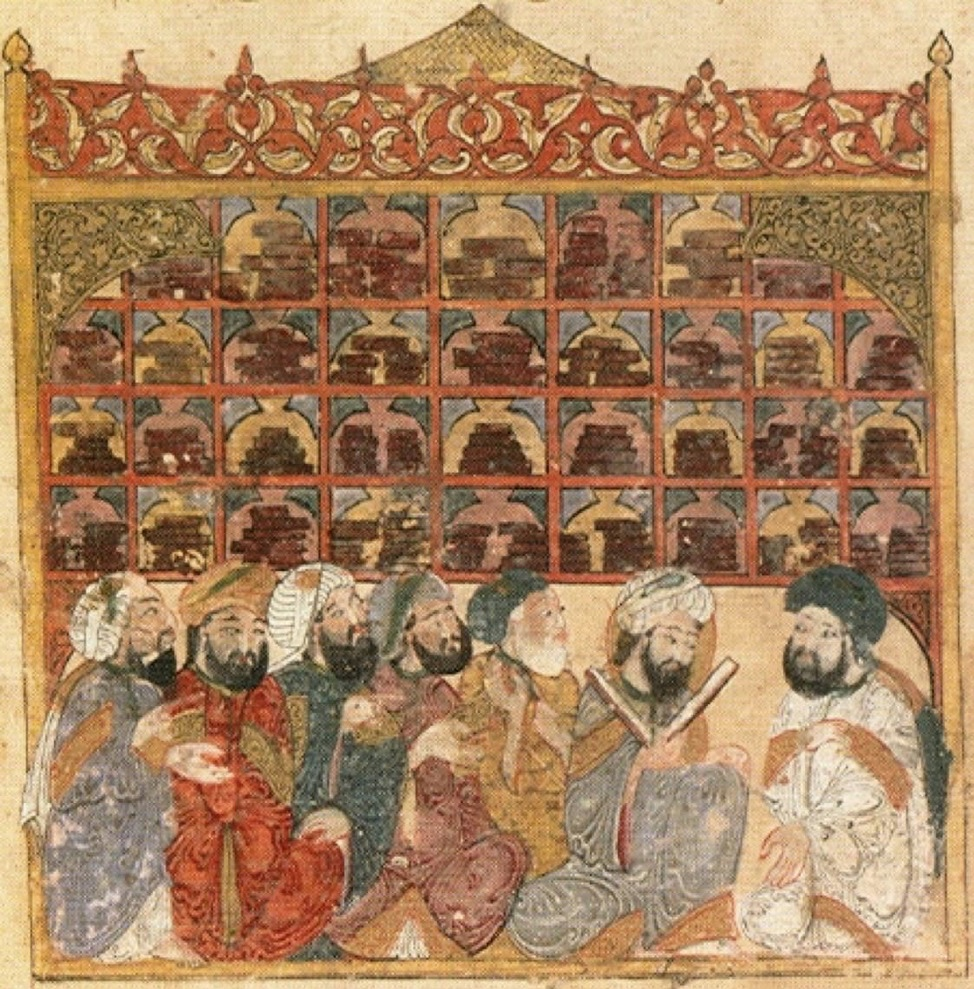
Studiosi in una libreria abbaside. Da un manoscritto delle Maqāmāt di al-Hariri. Miniatura di Yaḥyā al-Wasiṭī (Baghdad, 1237).

Il mondo islamico fece importanti progressi nel campo della scienza, dell'algebra, della chimica, della geologia, della trigonometria sferica, ecc. che furono successivamente trasmessi anche in Occidente. Stefano di Pisa tradusse nel 1127 dall'arabo al latino un manuale arabo di teoria medica. Il metodo algoritmico per l'esecuzione di operazioni aritmetiche con numeri indo-arabi venne sviluppato dal persiano al-Khwarizmī (dal cui nome deriva il termine "algoritmo") nel IX secolo, e venne introdotto in Europa da Leonardo Fibonacci. Grazie alle traduzioni di Roberto di Chester, l'algebra di al-Khwarizmī divenne conosciuta in Europa fin dal 1145. I trattati di scienze ottiche dell'arabo Ibn al-Haytham furono utilizzati come riferimenti da Newton e Cartesio.

I crociati testimoniarono le avanzate scienze mediche sviluppate dagli Arabi nel Medioevo. Jean de Joinville comunicò di essere stato salvato nel 1250 da un "dottore saraceno".
Gherardo da Cremona e altri studiosi si interessarono agli antichi testi filosofici e scientifici greci (in particolare l'Almagesto), di cui non vi erano copie in latino in Europa, ma che erano sopravvissuti e furono tradotti in arabo nel mondo islamico. Gerardo disse di aver imparato l'arabo a Toledo, in Castiglia, proprio a causa del suo "amore per l'Almagesto". Disse anche di aver approfittato dell'"abbondanza di libri in arabo su ogni argomento".
 
La Spagna islamica e la Sicilia erano zone, da un punto di vista culturale, particolarmente produttive a causa della presenza di studiosi multilingue. Questi studiosi tradussero molti testi scientifici e filosofici dall'arabo al latino. Gerardo da Cremona tradusse personalmente ottantasette libri dall'arabo al latino, tra cui l'Almagesto, e anche il al kitāb al mukhtaṣar fī ḥisāb al jabr wa l muqābala di al-Khwarizmi, l'Elementa astronomica di Jabir ibn Aflah al-Ishbili, le opere di al-Kindi sull'ottica, gli Elementi di astronomia sui moti celesti di Ahmad ibn Muhammad ibn Kathir al-Farghani, la Classificazione delle scienze di al-Farabi le opere mediche e chimiche di al-Razi,, più svariate altre opere di Thābit ibn Qurra, Hunayn ibn Ishaq, al-Zarqali, Jabir ibn Aflah al-Ishbili, i Banū Mūsā, Abū Kāmil Shujāʿ ibn Aslam, Abu al-Qasim al-Zahrawi e Ibn al-Haytham.

### Chimica e alchimia
L'alchimia occidentale era direttamente dipendente dalle fonti arabe. Le opere del chimico Jabir ibn Hayyan (chiamato in Europa Geber) furono i testi standard usati come riferimento dagli alchimisti europei. Molte opere di Ibn Hayyān vennero tradotte dall'arabo al latino, tra cui il Kitāb al-Kīmyāʾ (tradotto in Europa in Libro delle composizioni di Alchimia), tradotto da Roberto di Chester (1144),, e il Libro dei Settanta, tradotto da Gherardo da Cremona (prima del 1187).
Le opere alchemiche di Muḥammad ibn Zakariyā al-Rāzī (conosciuto in Occidente come "Rhazes") furono tradotte in latino nel XII secolo.
Diverse parole tecniche e scientifiche arabe originarie da opere alchemiche, come alcali trovarono la loro strada in varie lingue europee, diventando parte del vocabolario scientifico.

### Astronomia e matematica

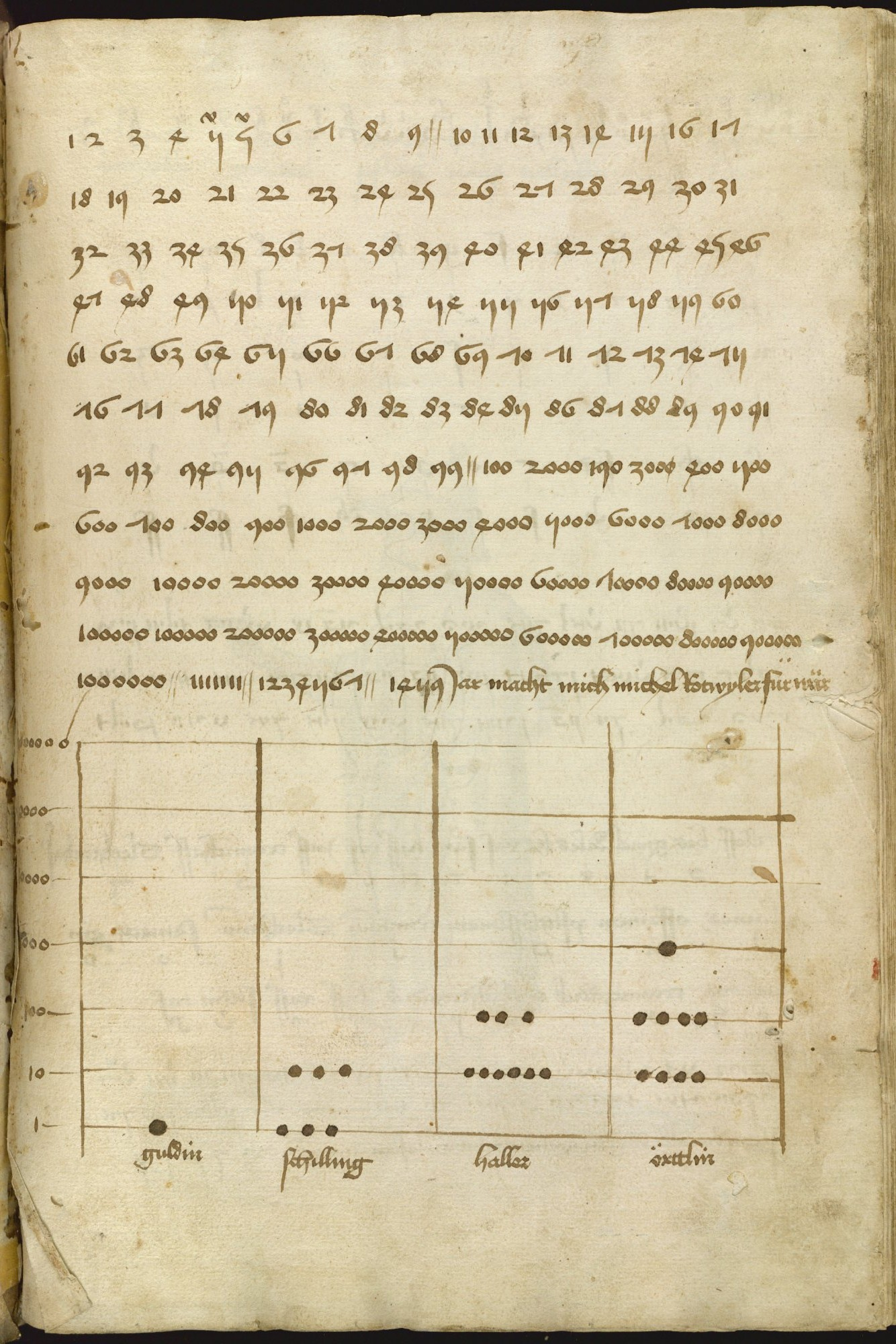
Manoscritto tedesco sui numeri indo-arabi, (Hans Talhoffer, 1459).

Le opere di al-Khwārizmī influenzarono fortemente la matematica in Europa. Come scrive il professor Victor J. Katz: "La maggior parte delle prime opere algebriche europee furono traduzioni di opere di al-Khwarizmi e altri autori islamici, così come le opere sulla trigonometria sferica". La parola algoritmo, deriva dal nome latinizzato di Al-Khwarizmi (Algorismi), mentre la parola algebra deriva dal titolo dell'opera di al-Khwārizmī, l'al-Kitāb al-mukhtaṣar fī ḥisāb al-jabr wa l-muqābala. Queste e altre opere astronomiche e matematiche arabe, come quelle di al-Battānī (Albatenius) o il Grande Sindhind di Muhammad al-Fazārī vennero tradotte in latino durante il XII secolo.

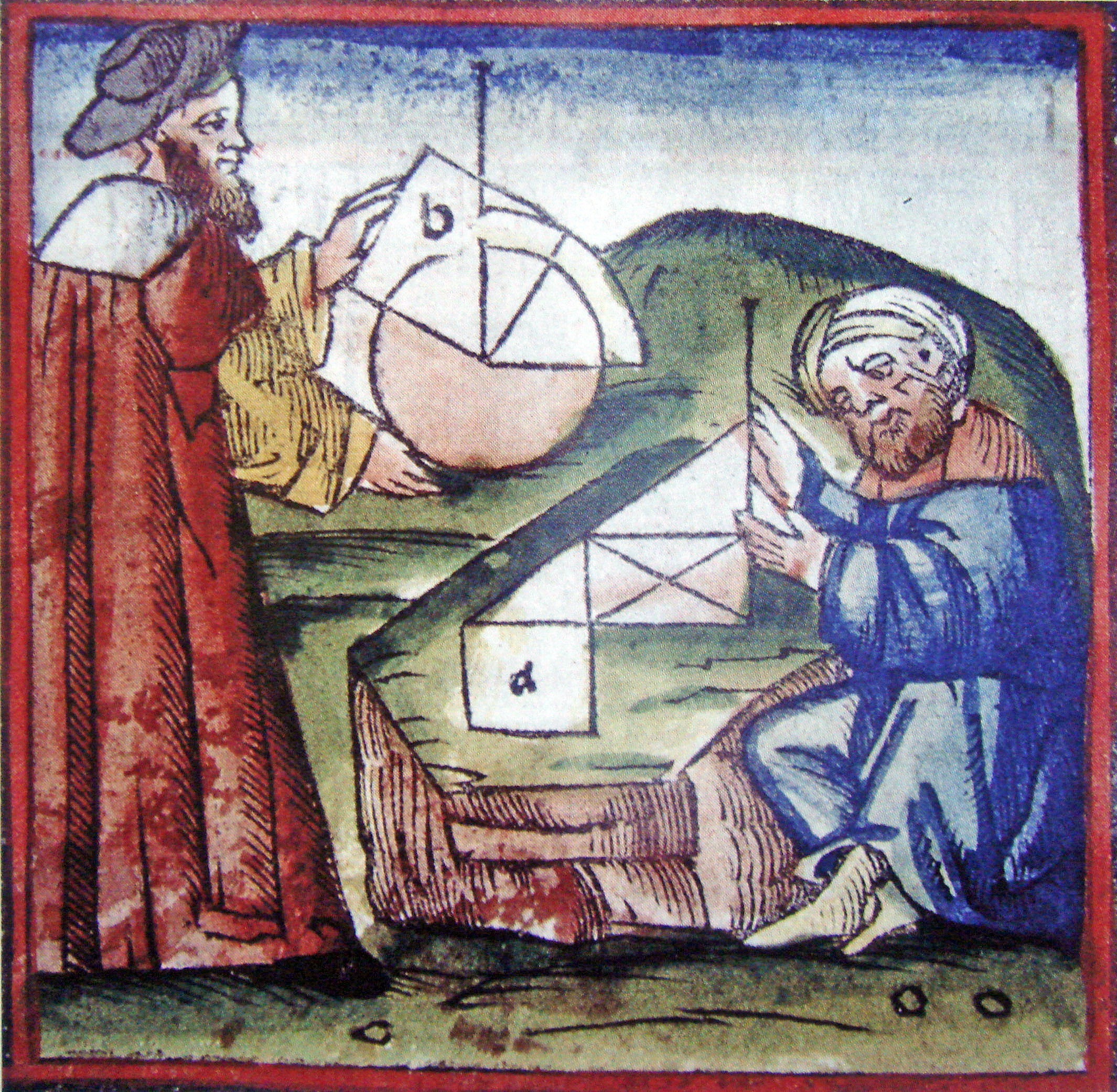
Manoscritto del XV secolo raffigurante studiosi arabi e occidentali che studiano insieme geometria.

L'opera intitolata al-Sanjārī (1115-1116) di al-Khazīnī venne tradotta in greco da Gregory Choniades nel XIII secolo e venne studiata nell'Impero bizantino. Le modifiche astronomiche al modello tolemaico fatte da al-Battānī e Ibn Rushd ispirarono i modelli non tolemaici prodotti da Muʾayyad al-Dīn al-ʿUrdī, Nasir al-Din al-Tusi e di Ibn al-Shatir, che in seguito vennero adattati al modello eliocentrico copernicano. Le opere di Abū al-Rayhān al-Bīrūnī intitolate Taʾrīkh al-Hind e Kitāb al-qānūn al-Masʿūdī furono tradotte in latino nel Canon Mas'udicus.
Leonardo Fibonacci presentò il primo trattato europeo sul sistema numerale indo-arabo nel suo Liber abbaci (1202).
L'opera di al-Jayyānī, tradotta con il titolo di Il libro degli archi sconosciuti di una sfera (un trattato di trigonometria sferica), ebbe una "forte influenza sulla matematica europea". Gran parte delle opere europee medievali sulla trigonometria sferica furono ottenute da traduzioni dall'arabo al latino delle opere di Jabir ibn Aflah al-Ishbili.

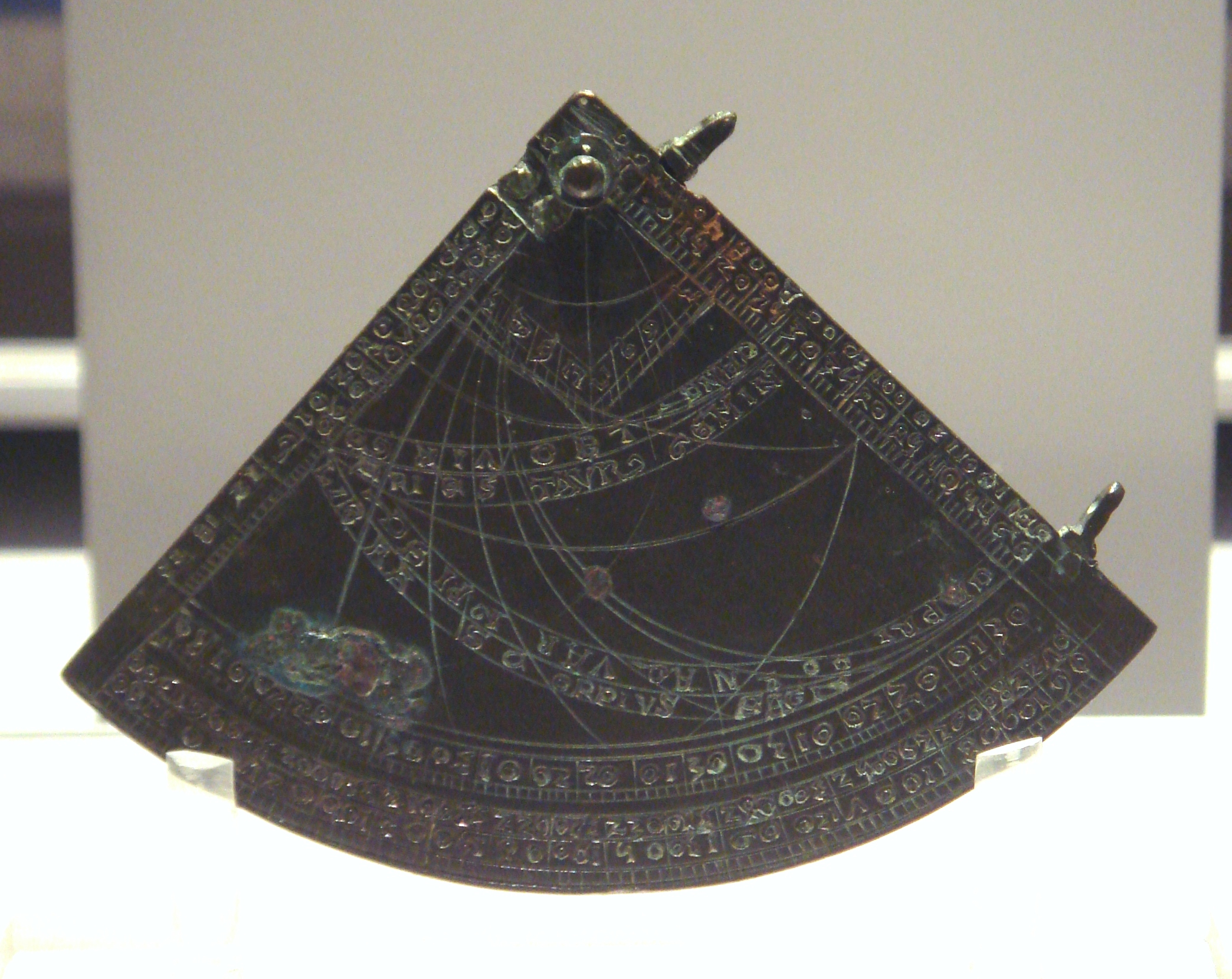
Astrolabio quadrante, Inghilterra, 1388.

Una breve versetto usato da Fulberto di Chartres (XI-XII secolo) per aiutare a ricordare alcune delle stelle più luminose del cielo sarebbe stato il primo caso di prestito linguistico dalla lingua araba in un testo latino.

### Medicina

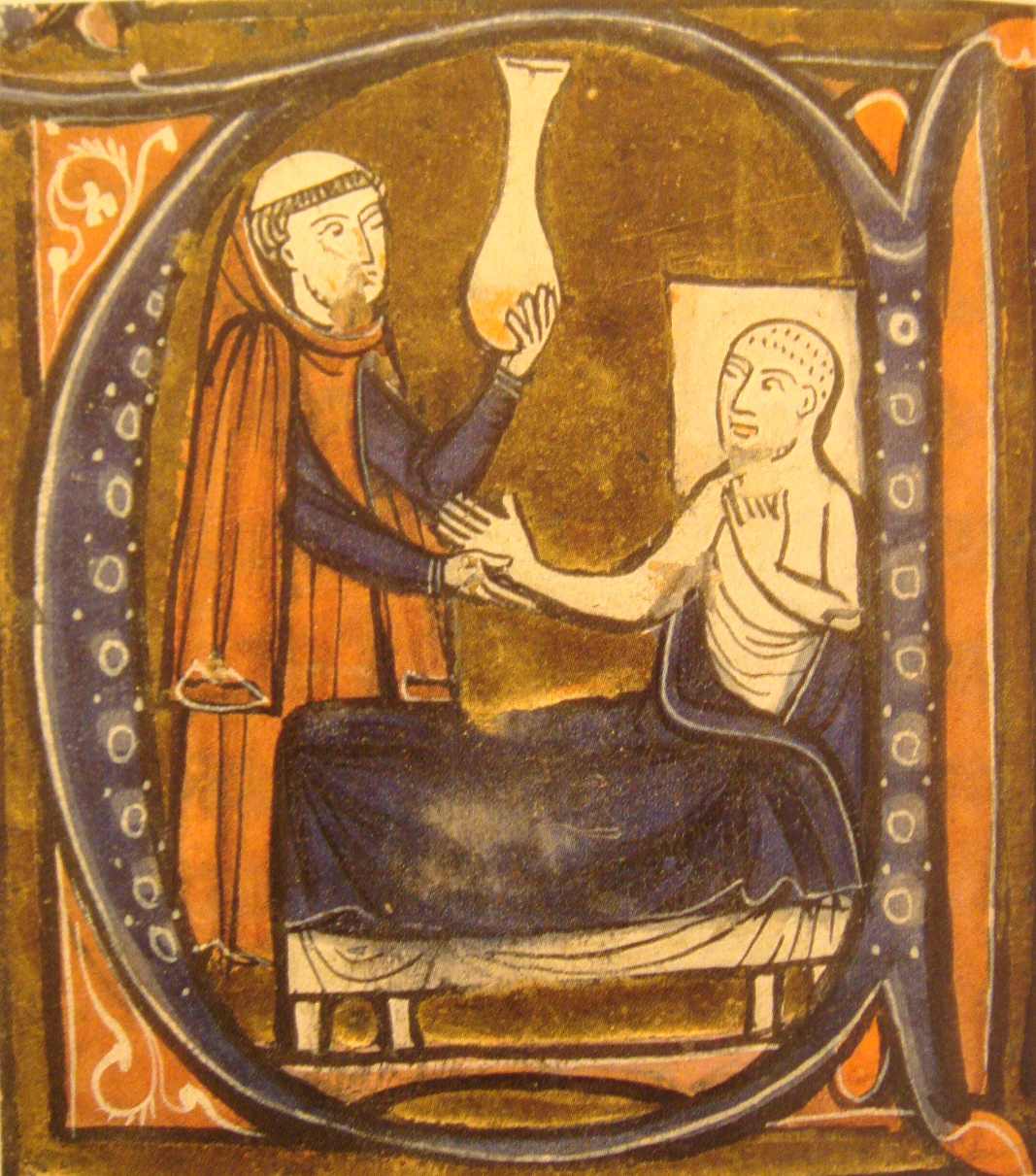
Rappresentazione europea del medico al-Rāzī, in un'opera di Gherardo da Cremona. Gerardo da Cremona tradusse numerose opere di studiosi persiani musulmani arabografi, come al-Rāzī e Avicenna.

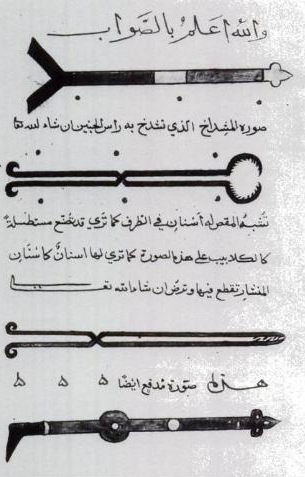
Una delle pagine del Kitāb al-tasrīf di Abū l-Qāsim al-Zahrāwī, XI secolo.

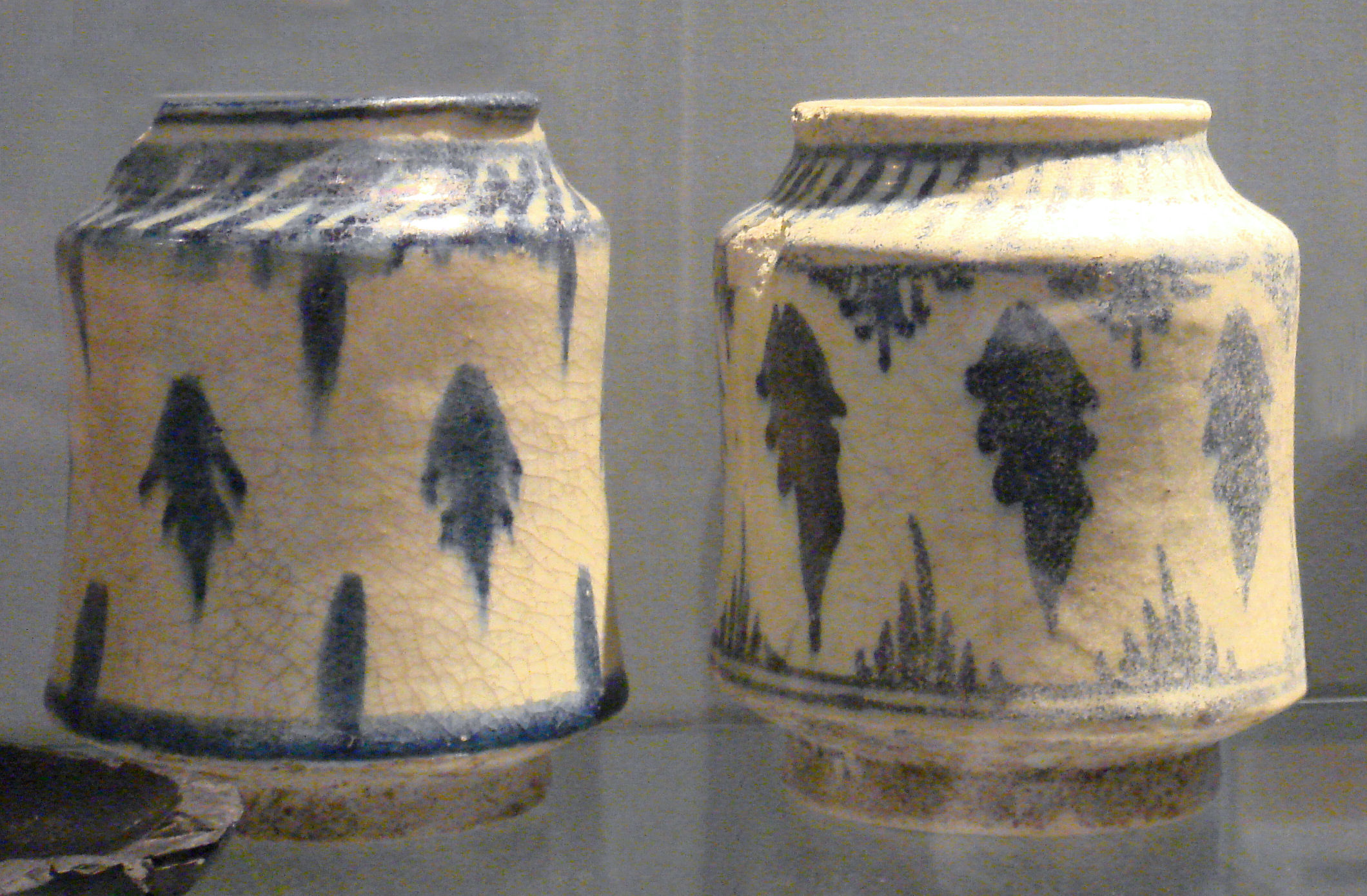
Giare mediche siriane, 1300, London Museum.

Una delle più importanti opere mediche tradotte fu Il canone della medicina di Avicenna (1025), che fu tradotto in latino e poi diffuso in tutta Europa. È rimasto il manuale medico standard dell'Europa fino al periodo moderno, e durante i soli secoli XV e XVI venne pubblicato più di trentacinque volte: Ibn Sīnā (Avicenna) prese atto della natura contagiosa di alcune malattie infettive (che attribuì alle "tracce" lasciate in aria dai malati), e scrisse su come testare efficacemente i nuovi farmaci. Ibn Sīnā redasse anche Il libro della guarigione, una enciclopedia generale sulla scienza e sulla filosofia, che divenne anch'essa un libro di testo molto popolare in Europa.

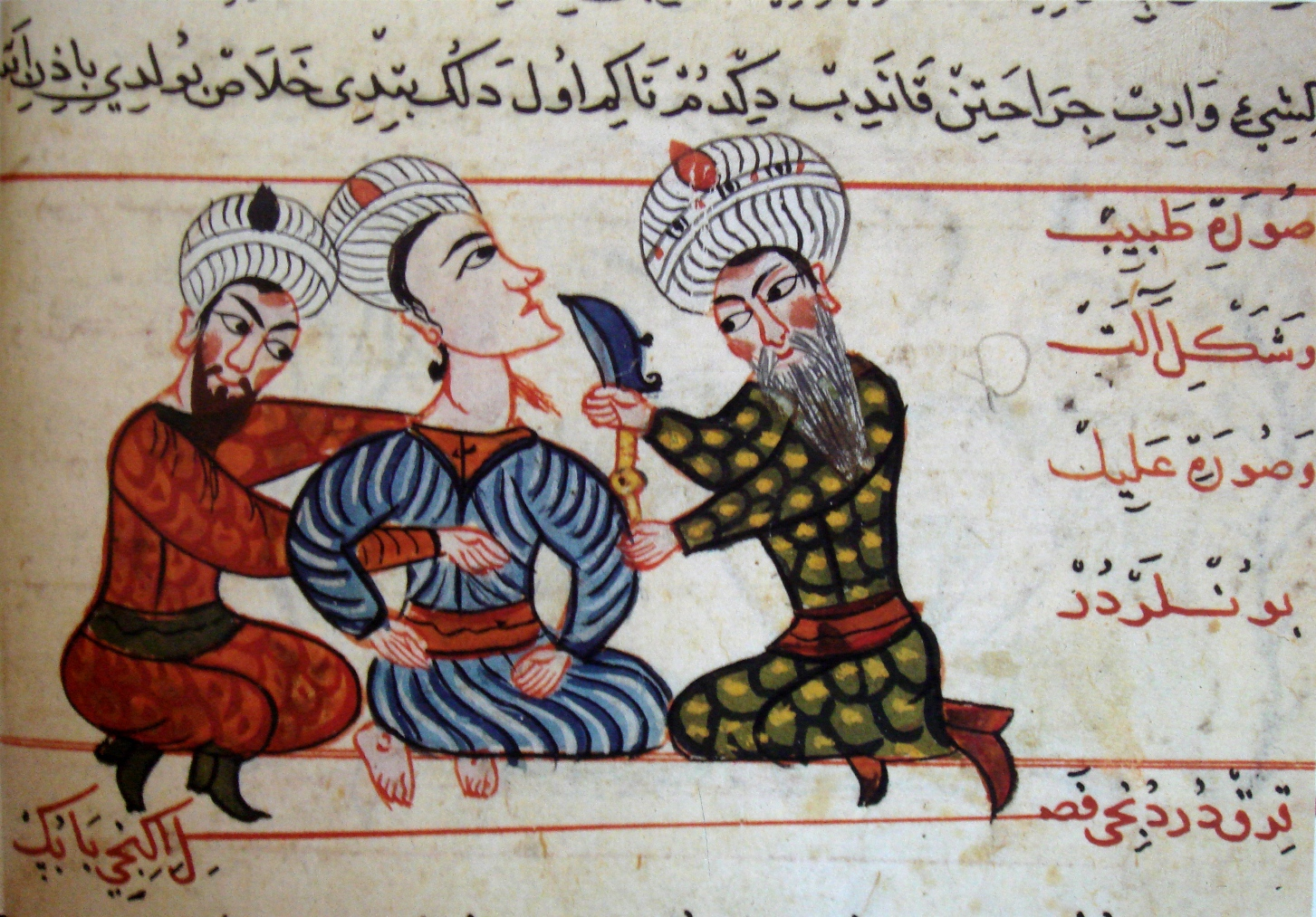
Operazione chirurgica, manoscritto turco, XV secolo

Muḥammad ibn Zakariyyā al-Rāzī scrisse Il libro completo della Medicina (Liber medicinalis Almansoris), con la sua descrizione e distinzione accurata tra il morbillo e il vaiolo, divenne presto un testo molto importante in Europa.

Abū l-Qāsim al-Zahrāwī (noto in Occidente anche come Abulcasis o Albucasis) scrisse il Kitāb al-tasrīf, un'enciclopedia medica che divenne particolarmente famosa per la sua sezione sulla chirurgia, includente la descrizione oltre duecento strumenti chirurgici, molti da lui inventati. La sezione sulla chirurgia venne tradotta in latino da Gherardo da Cremona nel 1100, e utilizzato nelle facoltà di medicina d'Europa per secoli, ancora ristampato nel 1770.

### Fisica
Una delle più importanti opere scientifiche tradotte dall'arabo al latino fu il Libro dell'Ottica di Ibn al-Haytham (1021). Il libro di Ibn al-Haytham è considerato di grande importanza a causa dell'utilizzo di un esperimento basato sul metodo scientifico, in cui ha sviluppato una teoria della visione e della luce ispirandosi alle opere del greco Claudio Tolomeo (ma comunque rigettò la teoria di Tolomeo secondo cui la luce viene emessa dall'occhio), fu il più significativo scienziato nel suo campo fino all'avvento di Giovanni Keplero. Il Libro di ottica è stato un trampolino di lancio importante per la storia del metodo scientifico e la storia dell'ottica. La traduzione latina del Libro dell'Ottica influenzò le opere di molti scienziati europei successivi, tra cui Ruggero Bacone e Keplero.
Il libro influenzò anche altri aspetti della cultura europea. Da un punto di vista religioso, ad esempio, John Wyclif, il progenitore della riforma protestante, fu molto influenzato dal pensiero di Ibn al-Haytam espresso nel Libro dell'Ottica. Da un punto di vista letterario, il Libro dell'Ottica di Ibn al-Haytam è lodato nel Roman de la Rose di Guillaume de Lorris. Nell'arte, il Libro dell'Ottica gettò le basi per la prospettiva lineare tecnica e potrebbe aver influenzato l'uso di ausili ottici nell'arte rinascimentale. Queste stesse tecniche vennero poi impiegate in Europa nelle mappe geografiche fatte da cartografi come Paolo dal Pozzo Toscanelli durante l'era delle esplorazioni.
La teoria del moto venne sviluppata da Avicenna, che si ispirò dalla fisica aristotelica. Ibn Sina potrebbe aver influenzato la teoria dell'impeto di Giovanni Buridano (teoria antenata dei concetti di inerzia e quantità di moto).

L'opera di Galileo Galilei sulla meccanica classica (con concetti di fisica aristotelica) venne influenzata da precedenti fisici islamici medievali come Ibn Bajja.
Campi della fisica studiati e sviluppati dai musulmani includono l'ottica, il magnetismo, la meccanica (compresa la statica, la dinamica, la cinematica e il moto) e l'astronomia.

### Altre opere tradotte
Altre opere arabe tradotte in latino durante il periodo medievale comprendono le opere di:
- al-Rāzī (Liber medicinalis Almansoris, trad. dell'al-Manṣūrī fī l-ṭibb).
- Avicenna (tra cui Il libro della guarigione e Il canone della medicina),[42]
- Averroè,[30]
- Nūr al-Dīn al-Bitrūjī,[21][43]
- ʿAlī b. ʿAbbās al-Majūsī,[21] Il Libro Completo dell'Arte Medica
- al-Balkhī,[44] L'introduzione all'astrologia
- Marco da Toledo all'inizio del XIII secolo tradusse il Corano e varie opere mediche dall'arabo.[45]
- Abū Kāmil Shujāʿ b. Aslam,[14], l'Algebra

## Tecnologia e tecniche arabe

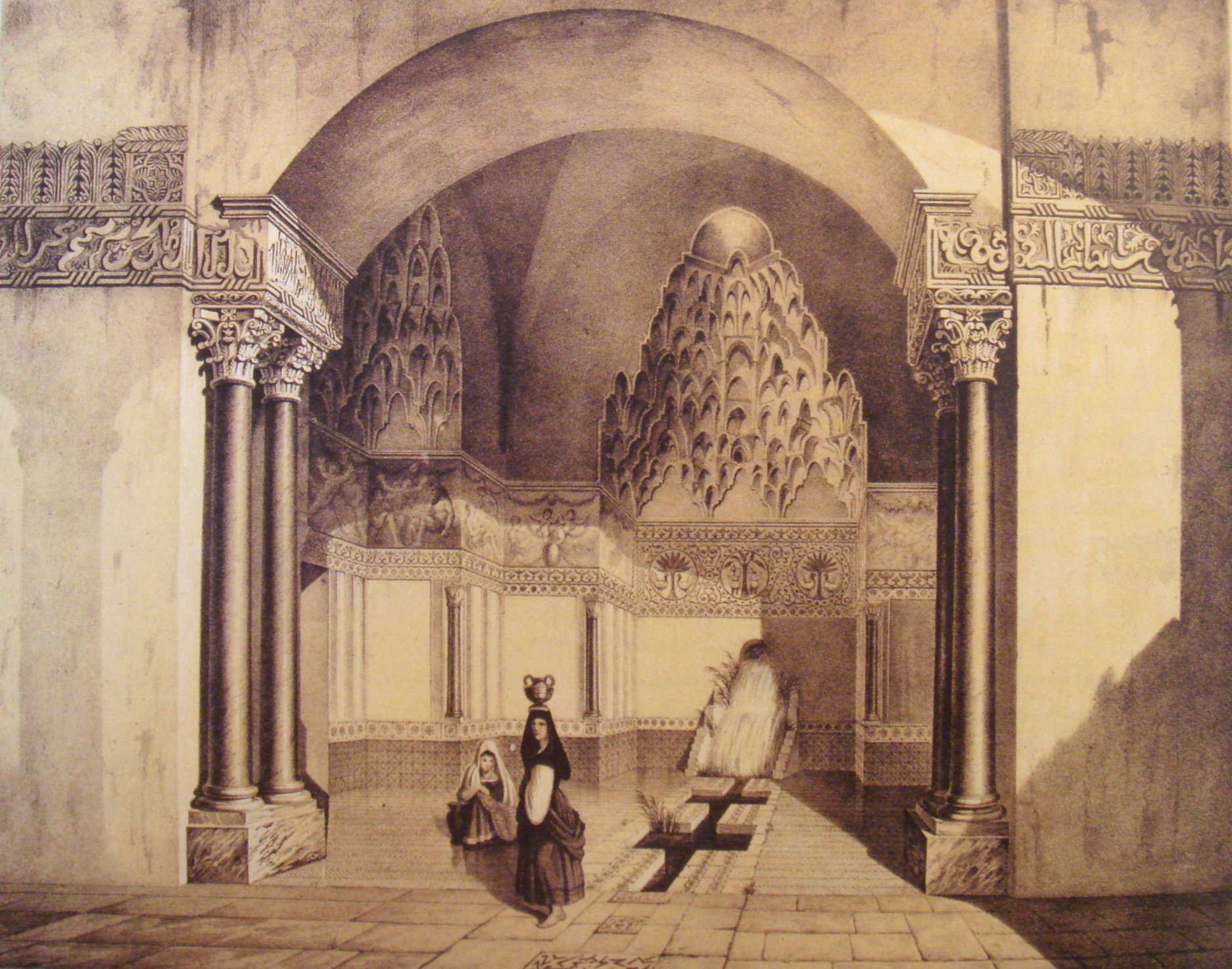
Dipinto del XIX secolo raffigurante La Zisa, Palermo, esempio di architettura arabo-normanna che combina elementi occidentali, (ad esempio le colonne classiche e i fregi) con l'arte islamica (ad esempio la calligrafia araba).

Varie frutte e verdure vennero introdotte in Europa nel periodo medievale grazie ai contatti con il Nordafrica e il Medio Oriente, come il carciofo, gli spinaci e le melanzane.
Vennero inoltre introdotte nuove tecniche di abbigliamento e nuovi materiali, tra cui la mussola, il taffetà e il raso.

### Arte
L'arte decorativa islamica divenne molto popolare grazie alle importazioni verso l'Europa durate tutto il Medioevo. Le produzioni tessili arabe e persiane divennero particolarmente importanti, utilizzati soprattutto dalle classi più ricche. La ceramica islamica divenne anche un prodotto molto apprezzato. L'arte medievale in Sicilia è stilisticamente interessante a causa della miscela architettonica normanna, araba e bizantina.

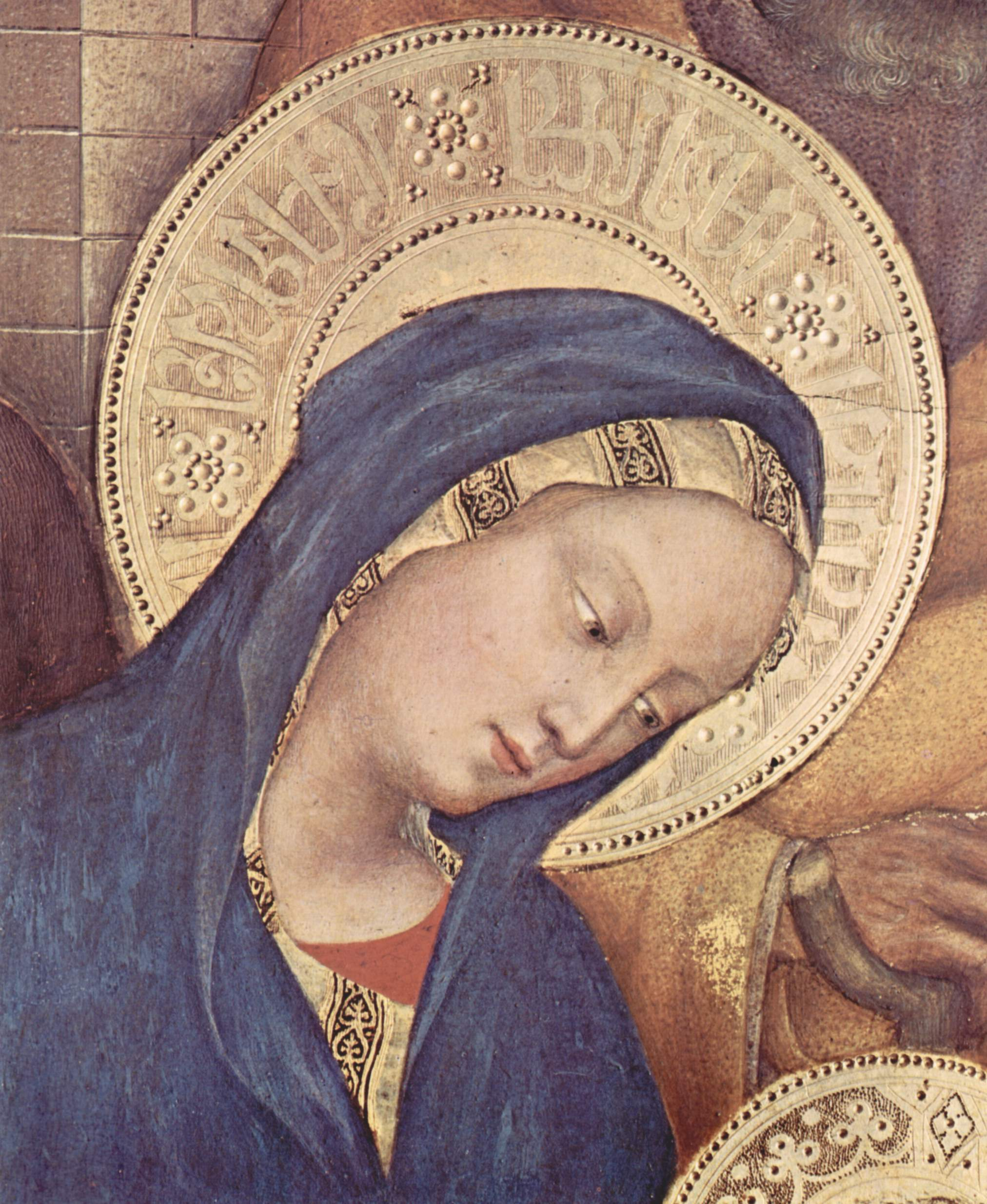
Scrittura pseudo-cufica nell'alone della Vergine Maria, dettaglio dellAdorazione dei Magi (1423) di Gentile da Fabriano.

### Imitazioni occidentali della calligrafia araba
La scrittura araba cufica venne spesso imitata per scopi decorativi in Occidente durante il Medioevo e il Rinascimento, tali imitazioni sono note come "pseudo-cufiche". Sono note numerose opere d'arte europee del periodo che va dal X al XV secolo con tratti pseudo-cufici; Di solito le scritte sono prive di significato, anche se a volte le scritte venivano copiate da testi arabi. Lo pseudo-cufico veniva usato per decorare prodotti tessili, aloni religiosi o cornici. In molti dipinti di Giotto ci sono esempi di arte pseudo-cufica. La ragione esatta per l'utilizzo dello pseudo-cufico nella pittura del Rinascimento è chiara. Sembra che gli occidentali credevano erroneamente che la calligrafia araba fosse identica alla calligrafia usata ai tempi di Gesù, quindi trovarono naturale utilizzare quella scrittura per rappresentare i primi cristiani: "Nell'arte rinascimentale, i caratteri pseudo-cufici vennero utilizzati per decorare i costumi degli eroi dell'Antico Testamento come Davide". Un altro motivo potrebbe essere anche che l'artista volle esprimere l'universalità culturale della fede cristiana, fondendo insieme varie lingue scritte, in un momento in cui la chiesa aveva forti ambizioni internazionali.

### Tappeti orientali

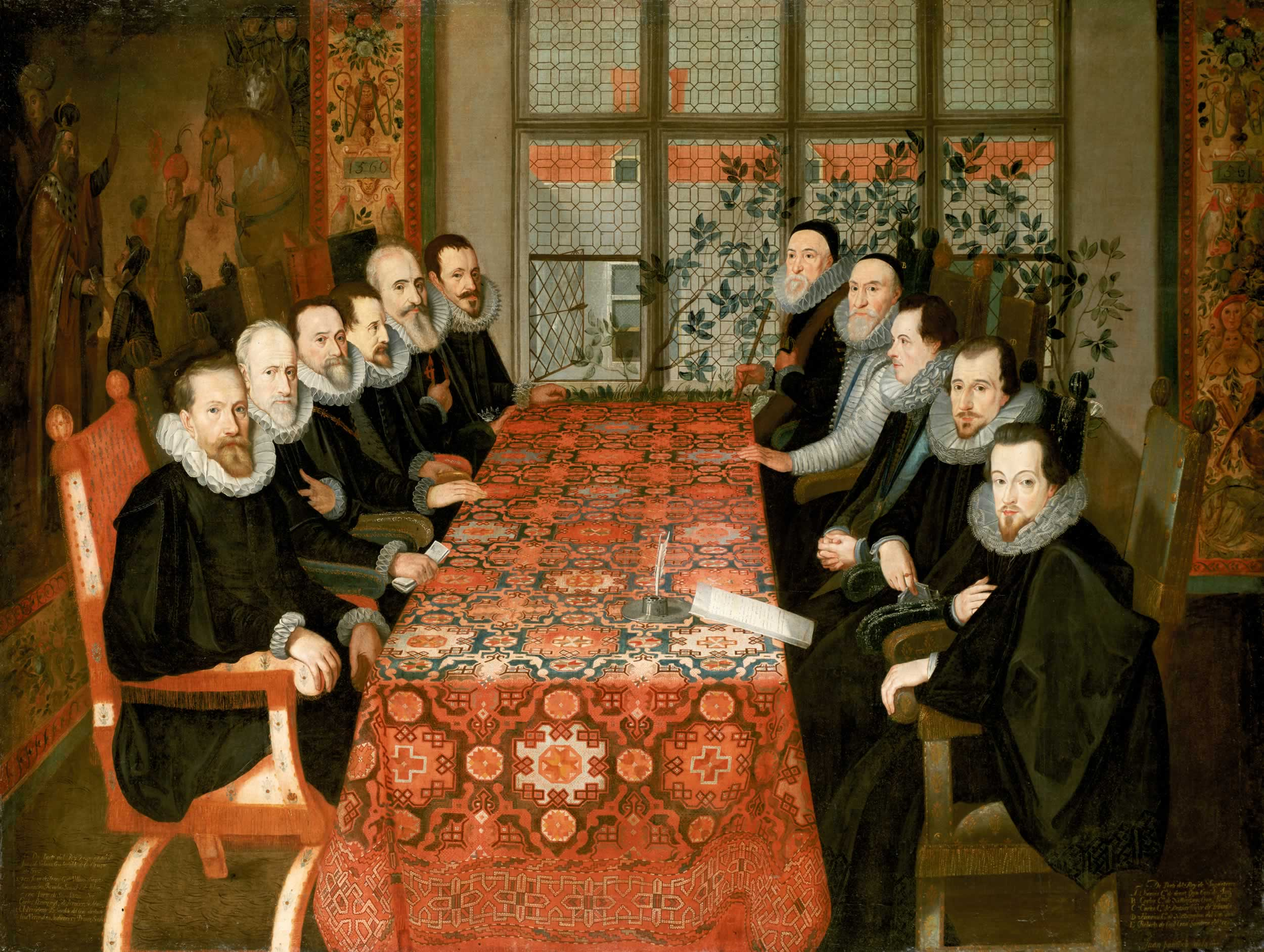
The Somerset House Conference (1604), artista sconosciuto, mostra dei diplomatici inglesi e spagnoli riuniti attorno a un tavolo coperto da un tappeto orientale.

I tappeti di origine mediorientale, (originari dall'Impero ottomano, dall'Egitto mamelucco e dal Maghreb), divennero un simbolo significativo di ricchezza e lusso in Europa, come dimostra la loro frequente presenza nei dipinti decorativi dal XII secolo fino all'epoca barocca. Questi tappeti, insieme alla calligrafia pseudo-cufica sono considerati un interessante esempio di integrazione di elementi orientali nella pittura europea, più in particolare quelle raffiguranti soggetti religiosi.

### Musica
Un certo numero di strumenti musicali europei vennero influenzati dagli strumenti musicali arabi, ad esempio la ribeca (a sua volta antenata del violino) venne ispirata dal rebab, la chitarra dalla qitara araba, il naker dal naqare, mentre la ciaramella e la dulzaina vennero ispirate dagli strumenti arabi ad ancia chiamati zamr e al-zurna.

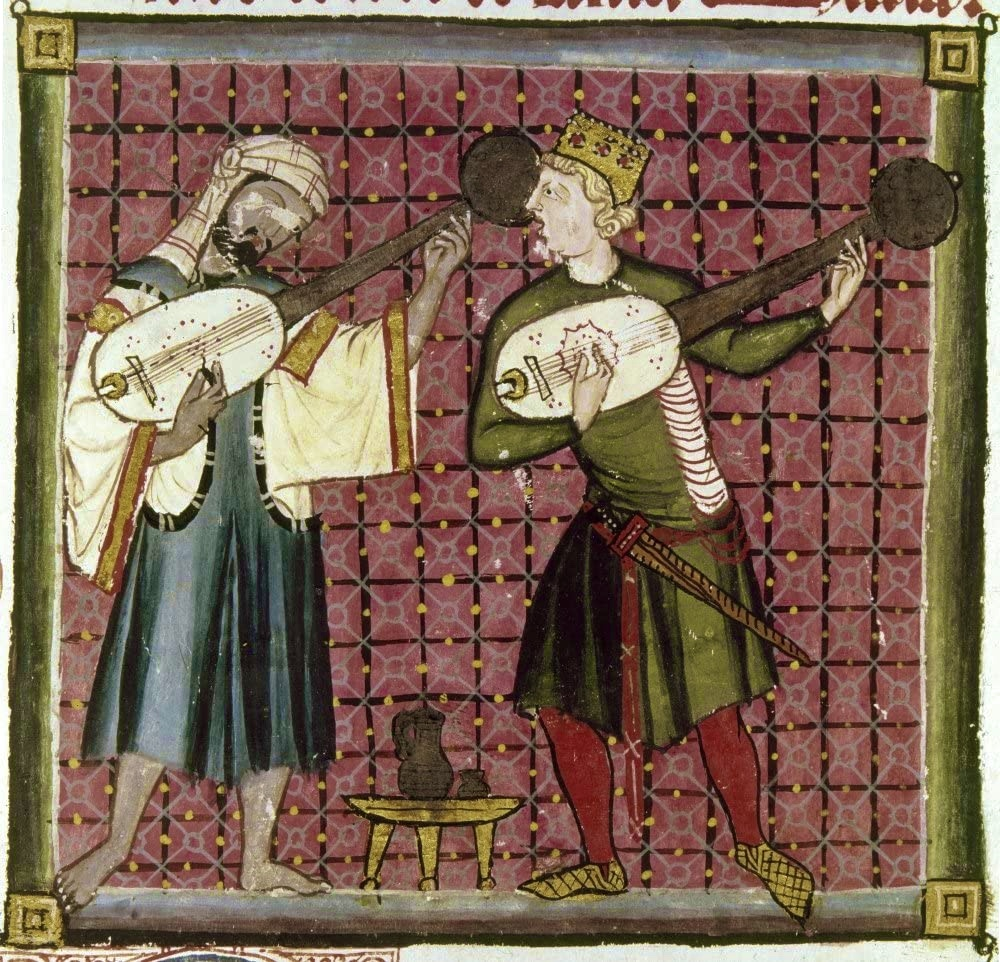
Un musulmano e un cristiano suonano il liuto, miniatura castigliana.

Ci sono molte teorie diverse sulle origini del trovatore; una delle teorie più comunemente considerate è che il trovatore abbia origini arabe. Guglielmo IX d'Aquitania, primo trovatore di cui si hanno opere sopravvissute fino ad oggi, aveva molti contatti con il mondo islamico, a causa della crociata del 1101 e a causa della Reconquista in Spagna (dove gli fu dato un pezzo di vaso di cristallo da un suo alleato musulmano). Nelle sue ricerche, Évariste Lévi-Provençal trovò quattro versi poetici arabo-ispanici quasi o completamente ricopiati in un manoscritto di Guglielmo d'Aquitania. Secondo alcune fonti storiche, Guglielmo VIII, il padre di Guglielmo IX, portò a Poitiers centinaia di prigionieri musulmani. Trend ammette che i trovatori abbiano derivato il loro senso formale e anche la materia tematica della loro poesia dai musulmani andalusi. L'ipotesi che la tradizione trobadorica venisse ad essere creata da Guglielmo (più o meno, dopo la sua esperienza delle arti moresche, mentre stava combattendo per la Reconquista in Spagna) viene anche sostenuta da Ramón Menéndez Pidal all'inizio del XX secolo, ma le sue origini risalgono al Cinquecento e a Giovanni Maria Barbieri (morto nel 1575) e a Juan Andrés (morto nel 1822). Meg Bogin, traduttore inglese delle trobairitz, si mantiene nel solco di questa ipotesi. Certamente "un corpo di canzone di pari intensità, profanità ed erotismo [esisteva] nell'arabo a cominciare dalla seconda metà del IX secolo."
La teoria standard sulle origini del solfeggio occidentale delle notazioni musicali è che è sia sorto in Italia nell'XI secolo, ma alcuni studiosi sostengono che le note musicali (do, re, mi, fa, sol, la, si) potrebbero essere derivare dalle sillabe del sistema arabo di solmisazione detto Durr-e mufaṣṣal ("Perle separate"). Questa teoria è stata proposta per la prima volta da Meninski nel suo Thesaurus linguarum Orientalum (1680) e poi da Laborde nel suo Essai sur la Musique Ancienne et Moderne (1780). Però nessuna prova documentale è stata trovata per dimostrare queste teorie.

### Tecnologia

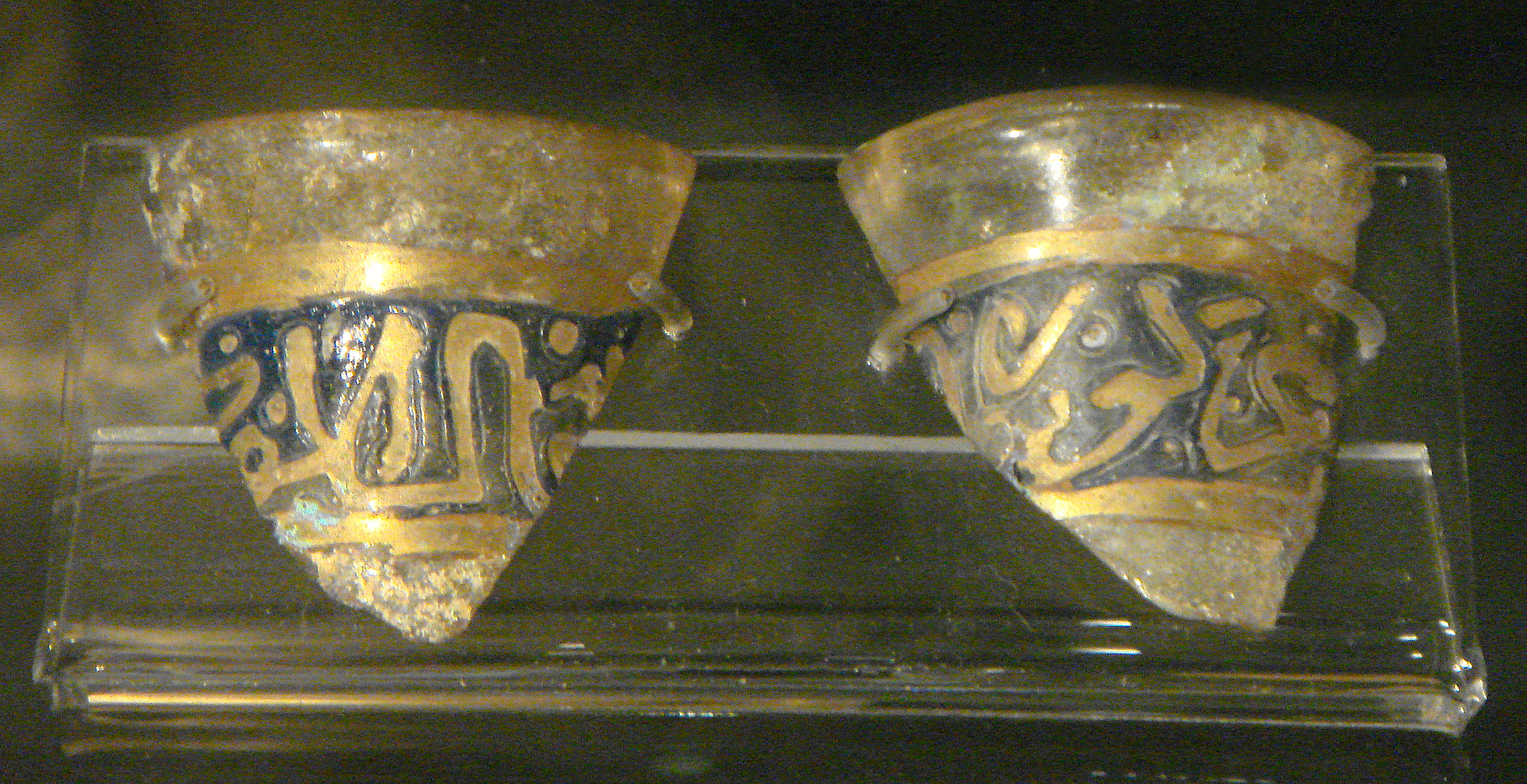
Cocci di vaso siriani o egiziani, con iscrizioni arabe, Museum of London.

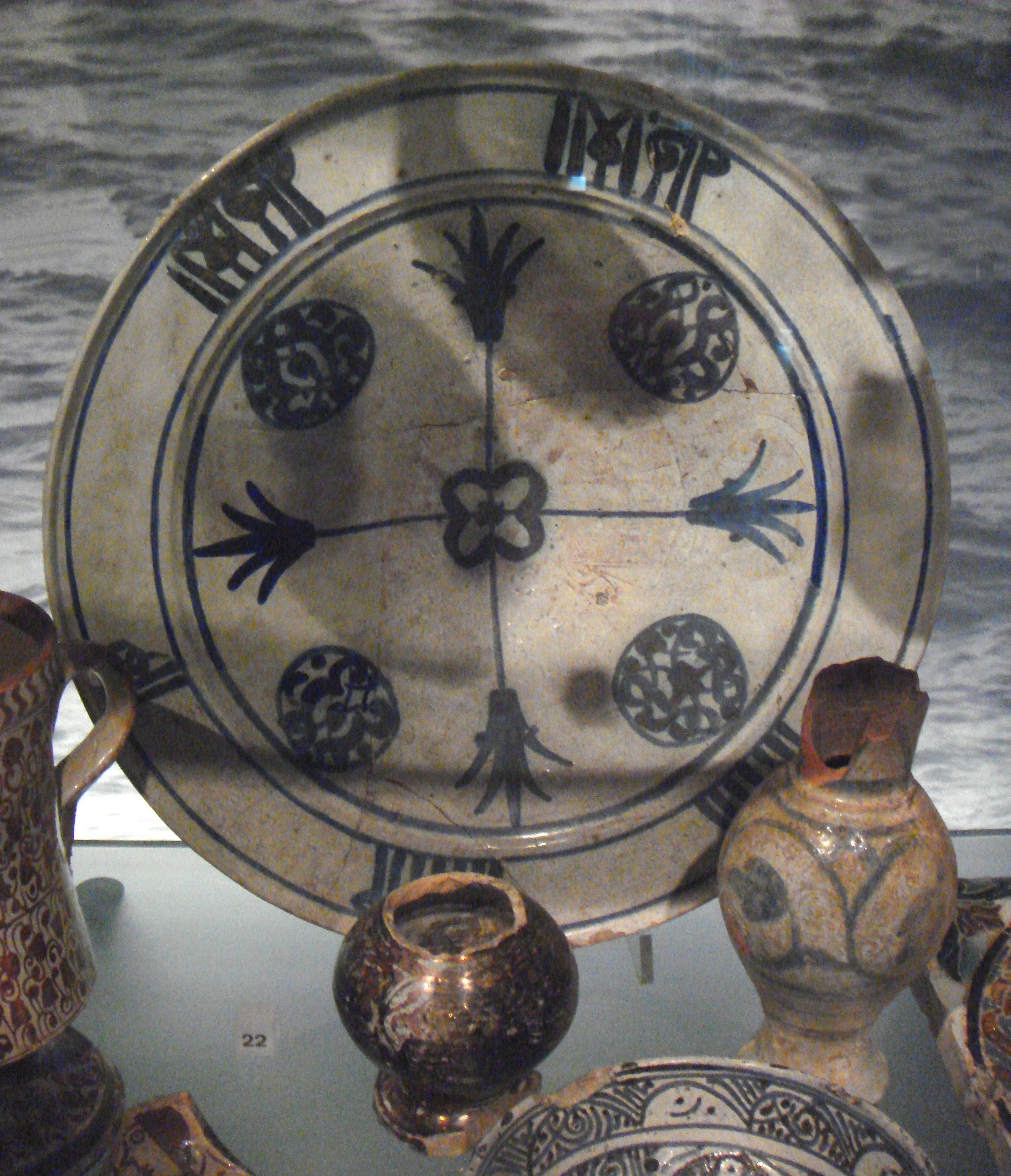
Piatto andaluso risalente all'inizio del XV secolo con iscrizioni pseudo-cufiche, Museo di Londra.

Alcune tecnologie del mondo islamico vennero adottate nell'Europa medievale. Queste comprendono varie colture; diversi strumenti astronomici, tra cui l'astrolabio greco che gli astronomi arabi svilupparono e perfezionarono in strumenti quali il Quadrans Vetus, un quadrante orario universale che potrebbe essere utilizzato per qualsiasi latitudine, e il Saphaea, un astrolabio universale inventato da Abū Isḥāq Ibrāhīm al-Zarqālī; il sestante astronomico; vari strumenti chirurgici, tra cui filtri per le forme più grandi e altre nuove invenzioni;. avanzati ingranaggi per orologi ad acqua e automi. La distillazione era nota ai Greci e ai Romani, ma venne riscoperta nell'Europa medievale grazie agli arabi. La parola alcol (per descrivere il liquido prodotto dalla distillazione) deriva dalla parola araba al-kuhl. La parola alambicco deriva dall'arabo al-anbiq. Gli orologi ad acqua arabi influenzarono gli artigiani europei che produssero i primi orologi meccanici nel XIII secolo.
L'importazione della tecnologia sia antica che nuova dal Vicino Oriente dal Medioevo al Rinascimento in Europa rappresenta "uno dei più grandi trasferimenti di tecnologia nella storia del mondo".

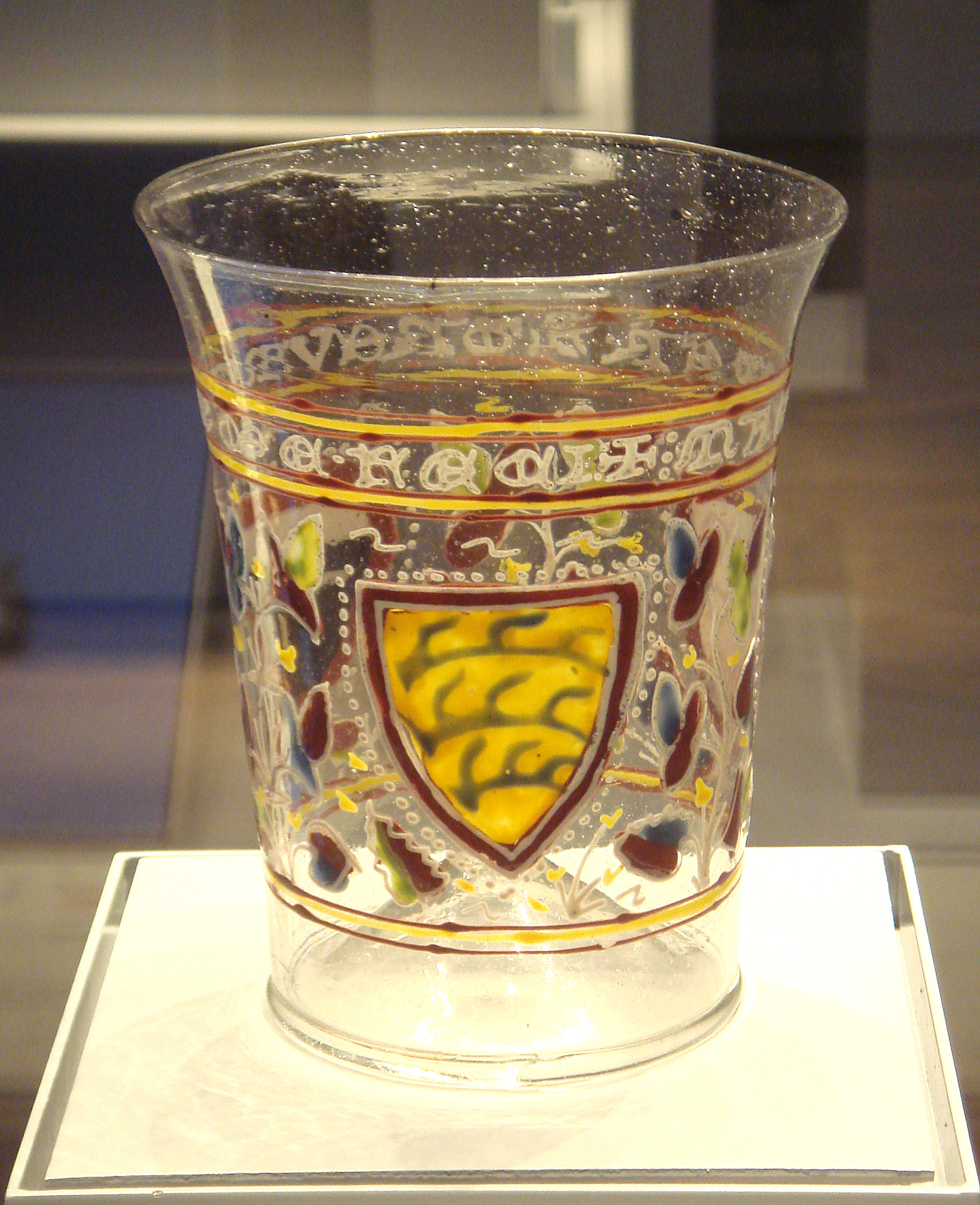
Un bicchiere veneziano decorato in smalto. Decorazione con tecnica e stile islamici (1330 circa), British Museum.

In un'importante relazione del 1974, lo storico Andrew Watson scrisse che tra il 700 e il 1100 ci fu una rivoluzione agricola araba che diffuse un gran numero di colture e tecnologie provenienti dalla Spagna islamica verso l'Europa cristiana, dove l'agricoltura era per lo più limitata alla coltivazione del grano. Watson elencò diciotto colture, tra cui il sorgo dall'Africa, degli agrumi originari dalla Cina, e numerose colture provenienti dall'India, come il mango, il riso, il cotone e la canna da zucchero, che furono coltivate in tutto il mondo islamico. Watson sostenne che queste introduzioni, assieme a una maggiore meccanizzazione dell'agricoltura, portò a grandi cambiamenti nell'economia, sulla distribuzione della popolazione, sulle aree verdi, sulla produzione agricola e il reddito, sul numero della popolazione, la crescita urbana, la distribuzione della forza lavoro, l'alimentazione e l'abbigliamento nel mondo islamico ed europeo.
La produzione dello zucchero di canna, degli orologi ad acqua, della pasta di legno, della carta, della seta nonché il miglioramento delle tecniche di produzione dei profumi, vennero introdotte in Europa grazie ai contatti con il mondo islamico.

La follatura e progressi nella tecnologia dei mulini vennero anch'esse trasmesse all'Europa dal mondo islamico. Queste innovazioni resero possibile che alcune operazioni meccaniche precedentemente eseguite dagli uomini o dagli animali venissero ora guidate da macchine già nell'Europa medievale.

## Coniazione

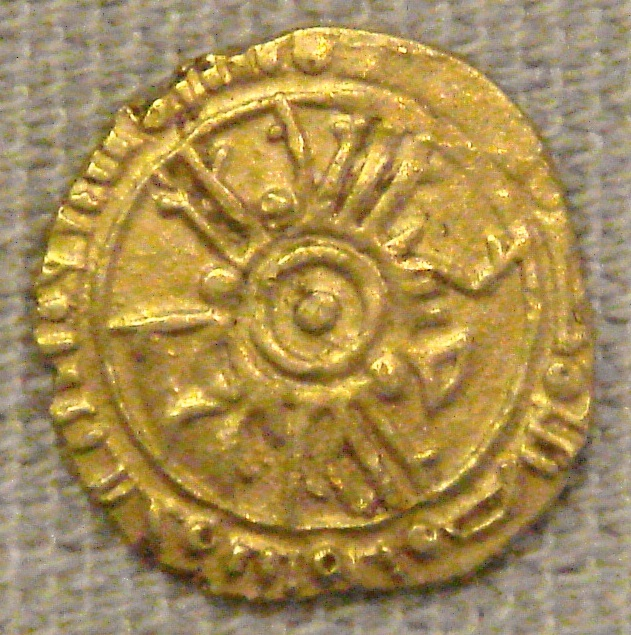
Tarì, moneta d'oro di Ruggero II di Sicilia, con iscrizioni arabe, coniata a Palermo. British Museum.

La monetazione islamica ebbe una certa influenza sul conio medievale europeo. Il sovrano inglese dell'VIII secolo Offa di Mercia coniò una copia ispirata al dīnār abbaside, con inciso in caratteri latini e arabi "OFFA REX", la moneta è molto simile ai dīnār coniati durante il regno del califfo abbaside al-Mansur. Il coniatore aveva chiaramente poca conoscenza della lingua araba, visto che la parte araba conteneva una serie di errori.

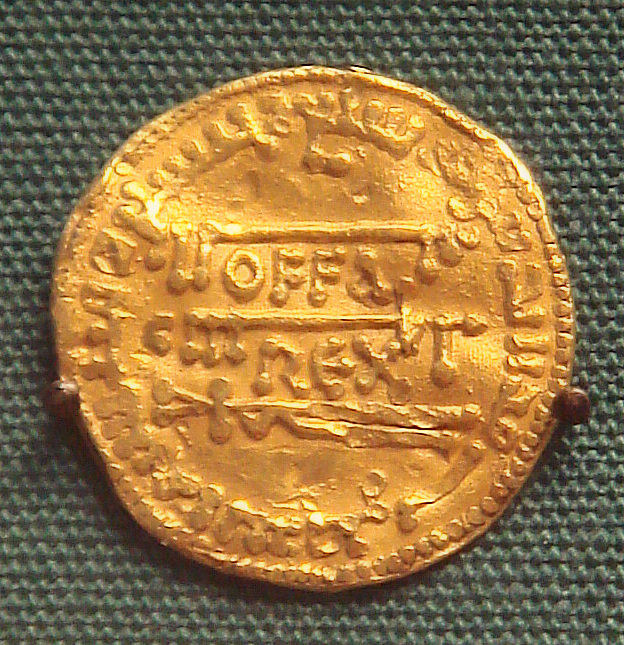
Un dinaro del re inglese Offa di Mercia, una copia dei dīnār del califfato abbaside. British Museum.

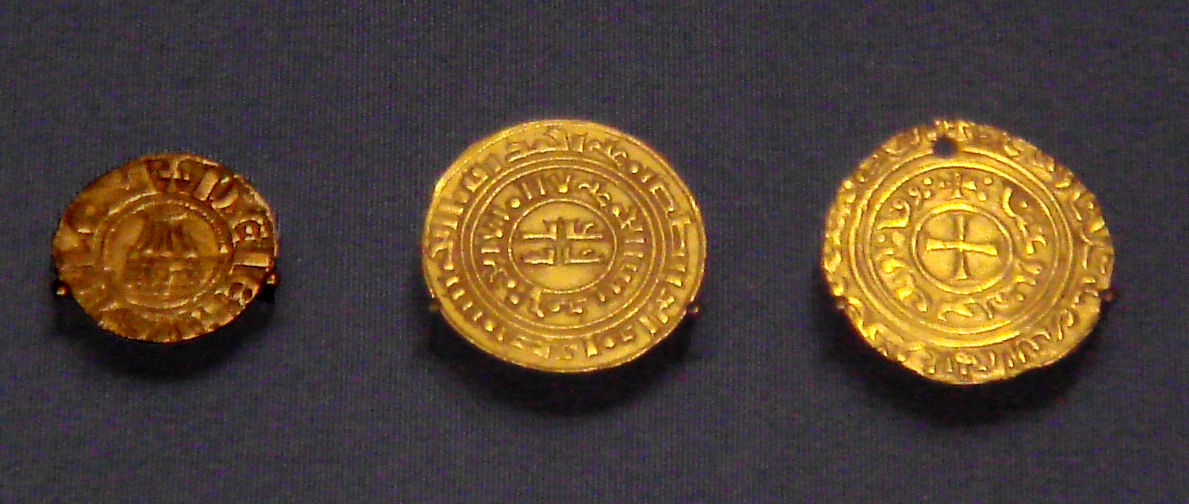
Monete crociate del Regno di Gerusalemme. Monete ispirate dal dinaro islamico.

In Sicilia, Malta e in Italia meridionale vennero coniati molti tarì, monete d'oro di origine islamica, dai Normanni, dagli Svevi e dai primi governanti angioini. Quando i Normanni conquistarono la Sicilia nel XII secolo, emisero tarì con scritte in arabo e latino. I tarì divennero così diffusi che furono adottati anche in Italia meridionale (Amalfi e Salerno), dove vennero utilizzati in monete dalle illeggibili imitazioni (pseudo-cufiche) della lingua araba.

## Letteratura
Secondo Miguel Asín Palacios molte delle caratteristiche ed episodi sull'aldilà, della Divina Commedia di Dante Alighieri, considerata il più importante poema epico della letteratura italiana, deriverebbero, direttamente o indirettamente, dalle opere arabe sull'escatologia islamica, come gli ʾaḥādīth e gli scritti spirituali di Ibn Arabi. Il Kitāb al-Miʿraj, opera trattante l'ascensione di Maometto al Cielo, venne tradotta in latino nel 1264 o poco prima con il titolo di Liber Scale Machometi, "Il libro della scala di Maometto". Dante conosceva sicuramente la filosofia musulmana, mettendo Avicenna e Averroè nell'elenco dei filosofi non cristiani nel Limbo, accanto ai grandi filosofi greci e latini. Quanto abbia ispirato il Kitab al-Miraj la Divina Commedia rimane una questione di dibattito tra gli studiosi, tuttavia, non ci sono prove chiare che proverebbero che Dante conoscesse l'opera. Francesco Gabrieli disse che è "possibile, se non quasi certo" che Dante abbia desunto alcuni concetti dall'escatologia musulmana.

## Filosofia
Dalla Spagna islamica, la letteratura filosofica araba venne tradotta in ebraico, latino e ladino, queste opere tradotte furono di grande importanza per lo sviluppo della filosofia europea moderna.

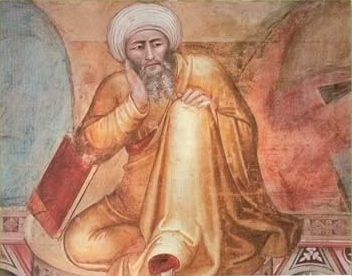
Ibn Rushd (Averroè), fondatore della scuola filosofica detta Averroismo, fu molto importante per la crescita del pensiero laico nell'Europa occidentale.

Ibn Sina (Avicenna) fondò la scuola filosofica detta Avicennismo, che fu molto influente sia nel mondo islamico sia in quello cristiano. Fu un importante commentatore delle opere di Aristotele, non condividendone parti del pensiero, in particolar modo per quanto riguarda la logica. Il principale significato dell'Avicennismo latino stava nell'interpretazione delle dottrine di Avicenna, quali la natura dell'anima e la sua esistenza e l'essenza della distinzione. Le sue opere furono oggetto di accesi dibattiti e di varie censure in Europa. Ciò avvenne soprattutto a Parigi, dove l'Avicennismo venne bandito nel 1210 e gli Avicennisti vennero perseguitati, anche se ebbe poi comunque una grande influenza su Guglielmo d'Alvernia e Alberto Magno. Le influenze dell'Avicennismo sul Cristianesimo, invece, furono presto soppiantate dall'averroismo, una scuola di filosofia fondata da Ibn Rushd (Averroè), uno dei più influenti filosofi musulmani in Occidente. Averroè fu in disaccordo con le interpretazioni di Avicenna e di Aristotele su argomenti quali l'unità dell'intelletto, e fu la sua interpretazione delle opere di Aristotele che ebbe la maggior influenza nell'Europa medievale. Averroè sviluppò il concetto filosofico secondo cui l'esistenza precede l'essenza.
Al-Ghazali ebbe una notevole influenza sui filosofi cristiani medievali, così come sui pensatori ebrei come Mosè Maimonide. Secondo Margaret Smith "Non ci sono dubbi sul fatto che le opere di al-Ghazali abbiano attirato l'attenzione dei pensatori europei" e "Il più famoso dei pensatori cristiani che venne influenzato da al-Ghazali fu Tommaso d'Aquino (1225-1274), che studiò le opere degli autori islamici e ammise il debito che aveva nei loro confronti. Studiò presso l'Università di Napoli, dove l'influenza della letteratura e della cultura islamica era predominante al momento".

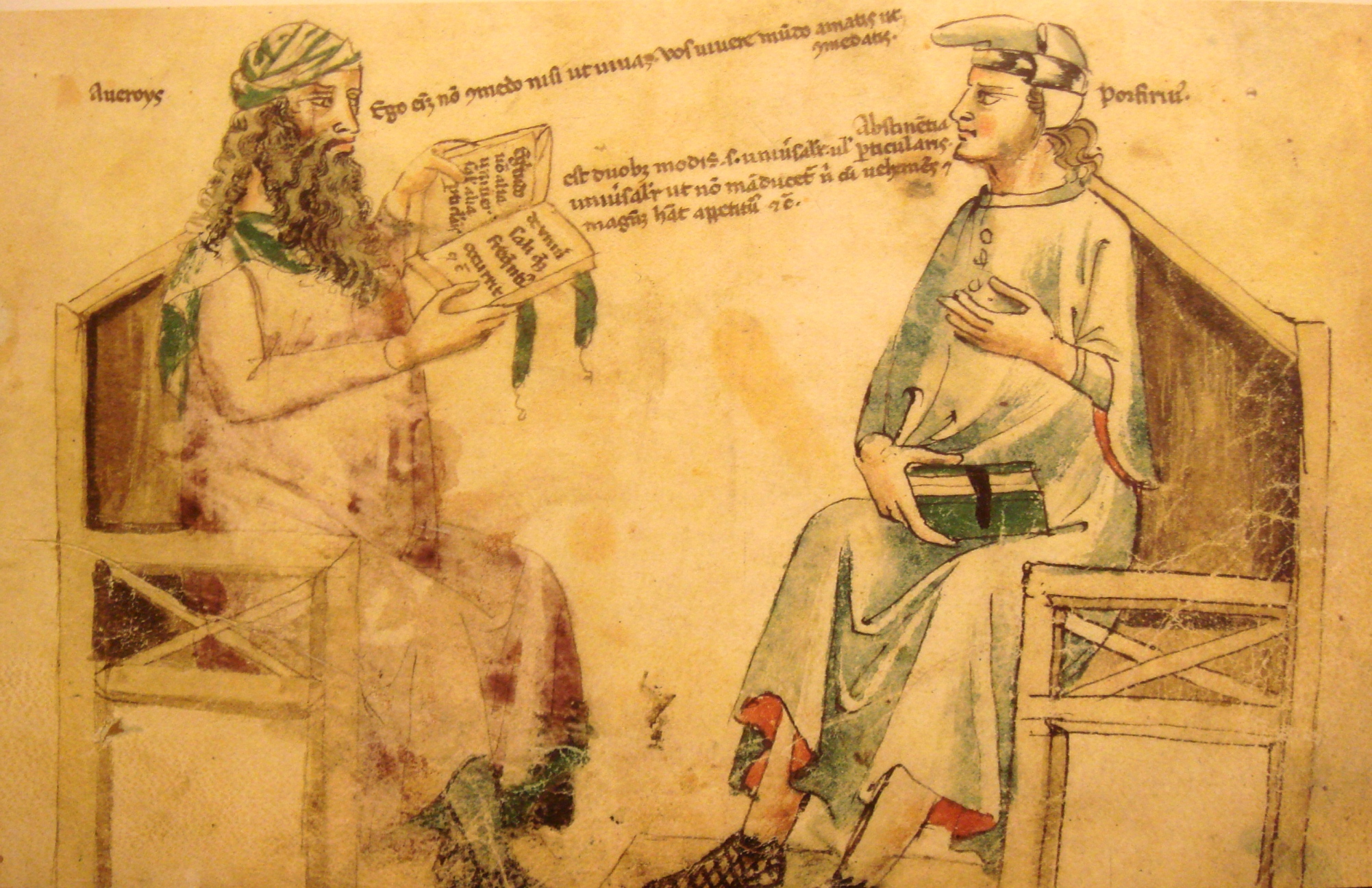
Incontro immaginario tra Averroè e Porfirio. Monfredo de Monte Imperiali Liber de herbis, XIV secolo.

Secondo George Makdisi, due importanti aspetti dell'Umanesimo rinascimentale hanno avuto le loro radici nel mondo islamico medievale, l'"arte della dettatura, chiamata in latino, ars dictandi", e "l'atteggiamento umanista verso la lingua classica".

## Lessico
L'adozione delle tecniche e dei materiali provenienti dal mondo islamico spiega l'origine di molte delle parole arabe attualmente in uso nel lessico occidentale.
- Algebra, da al-jabr (الجبر), termine usato da al-Khwārizmī nel suo Kitāb al-mukhtaṣār fī ḥisāb al-jabr wa l-muqābala ("Libro conciso sul calcolo del completamento e dell'equazione")
- Algoritmo e Logaritmo, dal nome del matematico corasmio al-Khwārizmī (الخوارزمي)
- Almanacco, da al-manākh (المناخ)
- Ambra, da Anbar (عنبر)
- Canfora, da kāfūr (ﻛﺎﻓﻮﺭ)
- Carato, da qīrāṭ (قيراط) ("misura di peso")
- Chimica, da al-kīmīyāʾ' (الكيمياء)
- Cotone, da quṭn (قطن)
- Garza, da qazz (قز) ("seta greggia")
- Lacca, da lakk (ﻟﻚ)
- Liuto, da al-ʿūd (العود)
- Magazzino, da makhāzin (مخازن)
- Scacco matto da Shāh (ﺷﺎﻩ), "Imperatore", e māta (مات), "morire"
- Sorbetto, da sharab (شراب \ شربة)
- Zero, da şifr (صفر).
- Zucchero, da sukkar (سكّر)

Inoltre, baldacchino deriva da Baghdad; allo stesso modo, Damasco dà il nome al tessuto che vi veniva prodotto e a un tipo di lavorazione dell'acciaio e Mossul alla mussola. Taffetà deriva invece dal farsi "تافته" (tāftah), che significa "tessuto".